# Beschneidung
Beschneidung bezeichnet verschiedene durch Schnitte vorgenommene Veränderungen der äußeren Geschlechtsorgane bei Männern und Frauen sowie Kindern.

## Bei Jungen und Männern

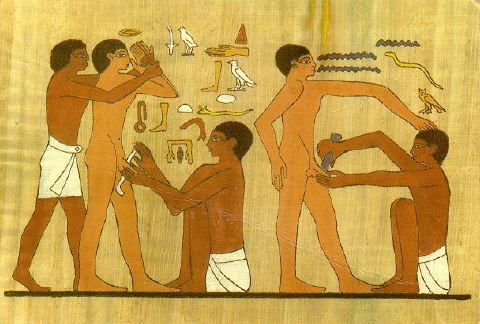
Die älteste künstlerische Darstellung einer Zirkumzision im Alten Ägypten (Relief um 2300 v. Chr.)

„Zirkumzision“ ist die Fachbezeichnung für die männliche Beschneidung: eine religiös, medizinisch (etwa bei pathologischer Phimose) oder kosmetisch begründete Kürzung oder Entfernung der Vorhaut des Penis. Dazu gibt es unterschiedliche rechtliche Situationen zur Zirkumzision in einzelnen Staaten sowie Kontroversen um die Beschneidung Minderjähriger.

### Religiöse und andere Traditionen
Bereits bei der Beschneidung im Alten Ägypten (viertes Jahrtausend vor bis 400 n. Chr.) wurde die Penisvorhaut entfernt; von 2300 v. Chr. ist die älteste Darstellung bekannt, auf der erwachsene Männer beschnitten werden.
Der Historiker Herodot (Historien II,104) bekundet die Beschneidung als uralten Gebrauch, der zuerst bei den Ägyptern oder Äthiopiern, dann bei den Phöniziern, bei Syrern, bei den Kolchern und deren westlichen Nachbarn, den Makronern (Volksstamm im Nordosten des Schwarzen Meers) ausgeübt wurde.
Die Entfernung der Vorhaut nach jüdischem Ritus wird Brit Mila genannt, die Entfernung der Vorhaut nach islamischem Ritus Chitan (Khitan).
In einigen christlichen Konfessionen wird das Kirchenfest „Beschneidung des Herrn“ (Beschneidungsfest) am 1. Januar gefeiert. Seit der Erneuerung der Grundordnung des Kirchenjahres im Jahr 1969 wird das Fest in der römisch-katholischen Kirche nicht mehr begangen.
Verschiedene Legenden behandeln die Reliquie der „Heiligen Vorhaut“ des Jesus von Nazaret.

### Beschneidungsdebatte 2012
Durch ein Urteil des Landgerichts Köln, das Beschneidungen von minderjährigen Jungen aus religiösen Motiven als Körperverletzung wertete, ist im Jahr 2012 eine monatelang währende Debatte über die Zirkumzision angestoßen worden, die in Deutschland unter dem Kürzel „Beschneidungsdebatte“ geführt wurde und weltweit für Schlagzeilen sorgte. Der angeklagte Arzt wurde freigesprochen, weil er wegen der unklaren Rechtslage einem unvermeidbaren Verbotsirrtum aufgesessen sei, indes wäre die religiöse Beschneidung von Jungen dem Urteil zufolge strafbar.
Andreas Jacobs von der Konrad-Adenauer-Stiftung fasste im August 2012 die Argumente der Beschneidungsdebatte zusammen, Lea Hoffmann vom Mediendienst Integration berichtete ein Jahr später, wie unterschiedlich Juden und Muslime die Debatte empfanden.
Drei Grundrechte stehen „bei der Beschneidungsproblematik […] in einem Spannungsverhältnis zueinander: das Recht des Kindes auf körperliche Unversehrtheit (Art. 2.2 GG), das Erziehungsrecht der Eltern (Art. 6.2 GG) und – damit verbunden – das Recht auf freie Religionsausübung (Art. 4.1 und 4.2 GG).“
Die Debatte wurde zwar durch das Kölner Urteil angestoßen, ging jedoch auf einen Artikel des Rechtswissenschaftlers Holm Putzke aus dem Jahr 2008 zurück, den er für eine Festschrift zu Ehren von Rolf Dietrich Herzberg verfasste. Putzke zufolge handele es sich bei der Beschneidung von Kindern um einen erheblichen körperlichen Eingriff, der entsprechender Rechtsgrundlagen bedürfe. Er schrieb:

„Nicht nur eine Gesellschaft muss sich mit religiösen Bräuchen arrangieren (diese Pflicht ergibt sich aus Art. 4 Abs. 2 GG), sondern Glaubens- oder Religionsgemeinschaften – wollen sie Teil einer Gesellschaft sein und bestenfalls darin akzeptiert werden – müssen ebenfalls bereit sein, gewisse Traditionen dem geltenden nationalen und internationalen Recht anzupassen und nach möglichen Alternativen zu suchen.“

#### Das Urteil
Das Kölner Urteil, gegen das die Staatsanwaltschaft erfolglos in Berufung gegangen war, stand im Zentrum der Kritik. Beispielsweise bemängelte Hans-Jürgen Papier – Staatsrechtswissenschaftler und ehemaliger Präsident des Bundesverfassungsgerichts –, das Gericht habe „die Beschneidung als Brauchtum und nicht als essenziellen Glaubensinhalt“ bewertert. Hans Michael Heinig – Leiter des Kirchenrechtlichen Instituts der Evangelischen Kirche in Deutschland – habe sich gewundert, „wie unbekümmert die Kölner Richter angesichts der komplexen rechtlichen Fragestellung geurteilt hätten“.
Holm Putzke dagegen hielt es für ein „richtiges und mutiges Urteil“.

#### Die Debatte
Viele der vorgebrachten Argumente für und wider Beschneidung waren nicht neu, weil sie zuvor – allerdings von der Öffentlichkeit unbemerkt – in juristischen, medizinischen und religiösen Fachkreisen diskutiert wurden. Neu war die Politisierung der Debatte und die öffentliche Aufmerksamkeit, wobei die Tatsache, dass sich „die Öffentlichkeit stärker mit den Glaubenspraktiken von Juden und Muslimen und dem Verhältnis von Staat und Religionsgemeinschaften auseinandersetzt“, durchaus positiv gewertet wurde.
Im August 2012 legte der Tagesspiegel eine Chronik der Debatte vor, die laut Charlotte Knobloch „dem Ruf Deutschlands in der Welt geschadet“ habe.
In der Beschneidungsdebatte standen sich Befürworter und Gegner der Beschneidung von männlichen Kindern unversöhnlich gegenüber. Neben Knobloch, der zufolge sich in der Debatte „purer Antisemitismus“ dargestellt habe, waren weitere jüdische Befürworter überzeugt, in den Argumenten der Gegner einen neuen Antisemitismus zu erkennen – wie in einer Polemik von Alan Dershowitz in der Jüdischen Allgemeinen ausgeführt.
Die Gegner der Beschneidungspraxis beriefen sich kaum auf religiöse Argumente, trugen aber mitunter den Einwand vor, dass die „Beschneidung zumindest im Islam nicht konstitutiv und daher etwa bis zum Erreichen der Religionsmündigkeit aufschiebbar sei“. Auch wurde teils darauf hingewiesen, „dass es selbst im Judentum eine Debatte um eine Reform des Beschneidungsgebots gebe und sich auch in Israel Widerstand gegen die Beschneidung rege“. Beispielsweise zitierte der israelische Mediziner und Publizist Yil Garon eine Umfrage, derzufolge „sich etwa ein Drittel der jüdischen Eltern in Israel vorrangig aus sozialem Druck für die Beschneidung entscheide“. Für den ehemaligen Bochumer Strafrechtsprofessor Rolf Dietrich Herzberg seien „Beschneidungen als Maßnahme im wohlverstandenen Kindeswohl ‚eine empathielose Bagatellisierung dessen, was man Kindern mit der Beschneidung antut‘“. Mit dieser Auffassung liege er „nach Einschätzung von Thomas Darnstädt auf Linie mit der Mehrzahl deutscher Juristen, die eine ‚religiöse Definition des Kindeswohles‘ nicht teilten.“
Weil das Kölner Urteil einer breiten internationalen Kritik ausgesetzt war, sorgten sich neben Bundeskanzlerin Merkel und Außenminister Westerwelle viele Politiker „um das internationale Ansehen des Landes“. Manche Kommentatoren befürchteten, Deutschland würde sich „mit einem Beschneidungsverbot international isolieren und sogar der Lächerlichkeit preisgeben“. Gleichwohl fand sich in der Bevölkerung bei Umfragen eine „deutliche Mehrheit“ für ein gesetzliches Verbot von Beschneidungen, was nicht nur von Vertretern der beiden Religionsgemeinschaften „als Beleg für antisemitische und islamfeindliche Einstellungen in der Bevölkerung bzw. bei den Kölner Richtern“ gedeutet wurde. Auch sei es Matthias Matussek zufolge „bemerkenswert, dass seit dem Kölner Urteil plötzlich von massenhafter Körperverletzung die Rede“ sei, „obwohl sich bislang niemand daran gestört habe“.
Ärzte warnten selbst bei fachgerecht durchgeführter Beschneidung vor den gesundheitlichen Risiken. So finde sich neben den Grundrisiken jedes operativen Eingriffs bei Beschneidungen im Säuglingsalter eine Komplikationsrate von elf Prozent. Der Pressesprecher des Berufsverbands der Deutschen Urologie riet von der Beschneidung ab, sofern keine zwingenden medizinischen Gründe vorlägen. Die Ärztevereinigungen fast aller westlichen Industrieländer raten von routinemäßigen Beschneidungen aus nicht-therapeutischen Gründen ab. Von der jahrzehntelangen Praxis in den USA, neugeborene Jungen aus hygienischen Gründen routinemäßig zu beschneiden, wird nach heftigen öffentlichen Debatten in den letzten Jahren „sukzessive abgerückt“.
Bis zum Kölner Urteil und dem Beginn der öffentlichen Debatte über die Beschneidung wurde sie „grundsätzlich als nicht strafbar angesehen“. Stephan J. Kramer als damaliger Generalsekretär des Zentralrats der Juden hatte bereits 2011 vor Bestrebungen gewarnt, „die religiöse Beschneidung zu kriminalisieren“. Eine gerichtliche Befassung mit dem Thema fand bis 2012 nicht statt. Allerdings hatte Putzke seit 2008 die Beschneidung mit verschiedenen Aufsätzen „zum Thema juristischer Fachdebatten gemacht“, die jedoch noch kein öffentliches Interesse auf sich zogen. Mit Bekanntwerden des Kölner Urteils änderte sich das:

„Unmittelbar nach dem Bekanntwerden des Urteils Ende Juni setzte eine heftige und zum Teil emotional geführte Debatte über die Zulässigkeit religiös begründeter Beschneidungen von Minderjährigen in Deutschland ein. Vertreter von Religionsgemeinschaften, Juristen, Ärzte, Journalisten, Intellektuelle, Philosophen, Politiker und Historiker meldeten sich zu Wort und bezogen Stellung. Auch im Ausland wurde das Urteil breit kommentiert. Viele Ärzte und Kliniken gaben daraufhin an, vorerst keine Beschneidungen mehr durchzuführen. Angesichts der Tragweite der Problematik und der Heftigkeit mancher Reaktionen sah sich die Politik zum Handeln veranlasst.“

#### Das neue Gesetz
Am 12. Dezember 2012 verabschiedete der Bundestag in dritter Beratung den Gesetzentwurf der Bundesregierung über den „Umfang der Personensorge bei einer Beschneidung des männlichen Kindes“, damit für Juden und Muslime in Deutschland „künftig wieder Rechtssicherheit“ herrsche. Zuvor hatten Juristen, Ärzte, Menschenrechtler und Journalisten „vor einer vorschnellen Regelung“ gewarnt, galt es doch eine „Gewichtung fundamentaler Rechtsgüter wie der körperlichern Unversehrtheit, des elterlichen Bestimmungsrechts und der Religionsfreiheit“ vorzunehmen, diese Grundrechte „gegeneinander abzuwägen und in ein Gesetz zu fassen“, was zum Teil als „höchst riskant und unsicher“ angesehen wurde. Als entschiedener Beschneidungsgegner hatte sich beispielsweise Rolf Dietrich Herzberg bereits zu dem Gesetzentwurf geäußert. Seit 28. Dezember 2012 ist das Gesetz mit § 1631d BGB in Kraft.

#### Gegenbewegungen
Im Mai 2013 wurde in Mainz der Verein intaktiv e.V. gegründet, der sich für „genitale Selbstbestimmung“ einsetzt. Zu den Botschaftern des Vereins gehören neben Rolf Dietrich Herzberg unter anderem Mina Ahadi, Seyran Ateş, Matthias Franz, Ann-Marlene Henning, Nadja Hermann, Angelika Kallwass, Necla Kelek und Ralf König. Der Verein Mogis e.V. setzt sich unter anderem für die Abschaffung des § 1631 d ein und rief für den 7. Mai 2025 – dem 13. Jahrestag des Kölner Urteils – zu einem Weltweiten Tag der Genitalen Selbstbestimmung auf. Der Aufruf wurde von zahlreichen Organisationen unterstützt.

### Beschneidung aus medizinischen Gründen
Eine medizinische Beschneidung (Zirkumzision) ist beispielsweise eine von mehreren Behandlungsmöglichkeiten, wenn pathologische (narbige) Phimosen (auch sekundäre Phimosen genannt) vorliegen und die Erektion mit Schmerzen verbunden ist. Eine Beschneidung ist nur dann notwendig, wenn andere Methoden wie eine Behandlung mit Kortisoncreme oder Dehnen erfolglos waren. Es gibt eine Teilbeschneidung und eine komplette Beschneidung. Die Durchführung einer Zirkumzision erfolgt im Allgemeinen durch einen Urologen.

## Bei Mädchen und Frauen
Klitoridektomie

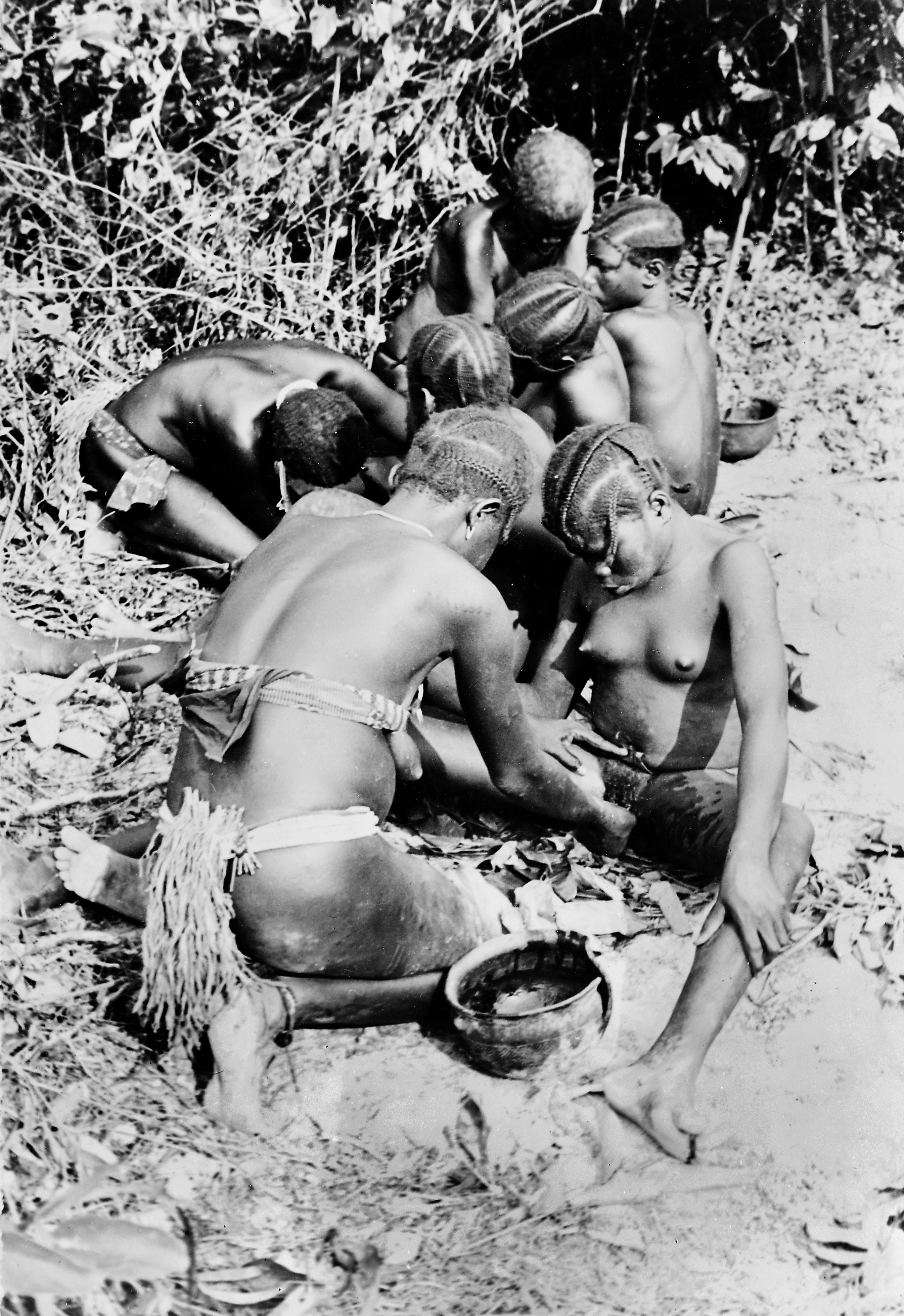
Traditionelle Durchführung einer weiblichen Genitalverstümmelung (Ubangi-Schari, Zentralafrika, vor 1936)

Die Entfernung der Klitoris heißt fachsprachlich Klitoridektomie, das Einschneiden oder Einritzen der äußeren Genitalien Exzision, das Abtrennen der äußeren Genitalien und anschließende Zusammennähen der Wunde Infibulation.
 Moderne Formen
Aus ästhetischen und kosmetischen Gründen wird eine Kürzung oder Entfernung der Klitorisvorhaut vorgenommen (Klitorisvorhautreduktion) oder Schamlippen werden verkleinert oder entfernt (Schamlippenverkleinerung).